# Баскетбол на Європейських іграх 2019
Змагання з баскетболу на Європейських іграх 2019 проходили з 21 по 24 червня 2019 на Палова Арена в Мінську. Змагання проходили у форматі 3х3, а в чоловічих і жіночих турнірах брали участь шістнадцять команд. Кожна кваліфікована команда складалася з чотирьох гравців.

## Кваліфікація
Кожен НОК може бути представлений не більше ніж однією командою з чотирьох гравців у жіночому та чоловічому турнірах. Країна-господар кваліфікується автоматично, а інші 15 команд обираються згідно світового рейтингу ФІБА 3х3.

### Кваліфіковані команди
| Тип кваліфікації          | Дата             | Чоловіки | Жінки |
| ------------------------- | ---------------- | --- | --- |
| Країна-господар           | –                | Білорусь | Білорусь |
| Світовий рейтинг ФІБА 3х3 | 1 листопада 2018 | Сербія Росія Латвія Словенія Україна Литва Нідерланди Польща Естонія Румунія Франція Чехія Туреччина Італія Андорра | Україна Франція Росія Андорра Нідерланди Угорщина Румунія Італія Чехія Швейцарія Латвія Іспанія Естонія Німеччина Сербія |
| Всього                    | Всього           | 16 | 16 |

## Медальний залік
| Дисципліна | Золото                                                                | Срібло                                                                 | Бронза                                                                   |
| ---------- | --------------------------------------------------------------------- | ---------------------------------------------------------------------- | ------------------------------------------------------------------------ |
| Чоловіки   | Росія Іля Карпенков Кирило Пісклов Станіслав Шаров Олексій Жердев     | Латвія Армандс Гінтерс Робертс Паже Армандс Сенканс Мартінш Штейнбергс | Білорусь Максим Лютич Микита Мещараков Андрій Рахозенка Сергій Вабіщевич |
| Жінки      | Франція Мусданді Джалді-Табді Каролін Херіод Ассітан Коне Йоанна Тайо | Естонія Меріке Андерсон Кадрі-Анн Ласс Анніка Кестер Янне Пулк         | Білорусь Наталія Дашкевич Марина Іващенко Дарія Махаляс Анастасія Сущик  |